# Adrar des Iforas
Adrar des Iforas (ook Adrar des Ifoghas; Tifinagh: ⴰⴷⵔⴰⵔ ⵏ ⵉⴼⵓⵖⴰⵙ; Arabisch: أدرار إيفوغاس) is een bergmassief in de regio Kidal in het grensgebied tussen Mali en Algerije.

## Geografie
Adrar des Iforas heeft een oppervlakte van ongeveer 250.000 vierkante kilometer en ligt in het noorden van de Malinese regio Kidal en ten zuiden van de Algerijnse provincies Adrar en Tamanrasset. Het gebied wordt gekenmerkt door brede, ondiepe valleien en is bezaaid met stapels geërodeerde granietblokken. Nederzettingen in de buurt zijn onder andere Kidal, Aguel'hoc, Boghassa, Essouk en Tessalit, Abeïbara, Boughessa in Mali en Timiaouine in Algerije.

## Archeologie
Het gebied is rijk aan archeologische overblijfselen, met name rotstekeningen die jagende mannen en landbouw verbeelden. Het skelet van de Asselar-man (9500 tot 7000 jaar geleden) werd in het gebied gevonden door de Franse biologen Wladimir Besnard en Théodore Monod.